# Born This Way (фондация)
Born This Way (на английски: Born This Way Foundation) e американска организация с нестопанска цел, основана от Лейди Гага и майка ѝ Синтия Джерманота през 2011 г.
Наименувана на втория студиен албум Born This Way на изпълнителката и обявена в Харвардския университет, фондацията има за цел да вдъхнови младежите и да създаде по-добро общество.
Организацията се стреми към създаването на по-добър и по-смел свят за юношите и да промотира доброто отношение между тях.
През 2012 г. Лейди Гага е наградена с приз за мир „Джон Ленън“ от съпругата Йоко Оно на британския изпълнител за работата с фондацията. Според Оно наградата е с цел за поддържане на поп активизма.